# Copella
Copella è un genere di pesci d'acqua dolce appartenenti alla famiglia Lebiasinidae.

## Diffusione
I pesci del genere Copella sono diffuse nei bacini idrografici del Rio delle Amazzoni e di molti altri fiumi della Foresta Amazzonica.

## Descrizione
Presentano un corpo allungato, poco compresso ai fianchi, con profili dorsale e ventrale poco pronunciati. La pinna dorsale e quella anale sono piuttosto arretrate: subito dopo parte il peduncolo caudale, definito e allungato. La pinna caudale  è bilobata e asimmetrica. I maschi sono leggermente più piccoli delle femmine ed intensamente colorati. La livrea è variabile secondo la specie.
Le dimensioni sono contenute e si attestano tra i 4.3 e i 6 cm, secondo la specie.

## Comportamento
Sono pesci pacifici e tranquilli, che amano vivere tra le piante, in branchi anche numerosi. Spesso compiono balzi fuori dall'acqua per sfuggire ai predatori o per nutrirsi.

## Alimentazione
Onnivori, fin da piccoli si nutrono anche di infusori ed altro zooplancton.

## Specie
Al genere Copella appartengono 9 specie:
- Copella arnoldi
- Copella carsevennensis
- Copella compta
- Copella eigenmanni
- Copella meinkeni
- Copella metae
- Copella nattereri
- Copella nigrofasciata
- Copella vilmae